# Marie-Daniel Dadiet
Marie-Daniel Dadiet, né le 9 septembre 1952 en Côte d'Ivoire et mort le 2 octobre 2023 à Clichy, est un prélat catholique ivoirien. De 2004 à 2017, il est l'archevêque de Korhogo.

## Biographie
Marie-Daniel Dadiet naît le 9 septembre 1952 à Bolilié en Côte d'Ivoire. Il est ordonné prêtre le 8 juillet 1979.
Il est nommé évêque titulaire de Sitipa (de) et évêque auxiliaire de Korhogo le 22 mai 1998 par le pape Jean-Paul II. Puis il est ordonné évêque, au sanctuaire Marial de Napié, le 11 octobre 1998 par l'archevêque de Korhogo, Auguste Nobou, avec les co-consécrateurs Maurice Konan Kouassi, évêque d'Odienné, et Jean-Marie Kélétigui, évêque de Katiola.
Le pape le nomme évêque de Katiola le 10 octobre 2002. Par suite, Il est nommé deuxième  archevêque de Kohrogo le 12 mai 2004,,.
Marie-Daniel Dadiet dépose sa démission en tant qu'archevêque métropolitain de Korhogo en raison des problèmes de santé. Le pape François accepte sa démission anticipée le 12 octobre 2017,.
Il décède le 2 octobre 2023 à Clichy en France, à l'âge de 71 ans. Il fut inhumé le 10 novembre 2023 à la cathédrale Saint Jean Baptiste de Korhogo.